# 鮑國忠
鮑國忠（1587年—？），字爾進，號日葵、又号仰軒，四川成都府綿州民籍，浙江金華府蘭谿縣人，明朝政治人物。

## 生平
萬曆三十四年（1606年）丙午科四川鄉試第五十二名舉人，三十五年（1607年）中式丁未科會試第一百十名，二甲第五十一名進士。工部觀政，授安義縣知縣，三十六年（1608年）正月調宣城縣知縣，年少有特立獨行，水澇之年賑恤無告者，曾捐俸在金寶圩置田以贍學宮，士庶悅頌。四十一年（1613年）考察罷職，四十二年（1614年）起為河南按察司檢校，四十四年（1616年）升汝寧府推官，四十六年（1618年）升南京刑部陝西司主事，四十七年（1619年）拾遺，天啟二年（1622年）任順天武學教授，三年（1623年）升國子監博士，同年升工部營繕司主事，五年（1625年）升員外郎，同年升郎中，七年（1627年）升光祿寺卿，崇禎元年（1628年）告病，奉旨起用，京察。

## 家族
曾祖鮑富昇；祖父鮑貴珤；父鮑仁錝，冠帶儒官。母章氏。具慶下。弟鮑國貞。